# Shen Wei (fotografo)
Shen Wei (沈玮S, Shěn WěiP; Shanghai, 1º gennaio 1977) è un artista e fotografo cinese naturalizzato statunitense, noto per i suoi ritratti intimi, così come per le sue fotografie poetiche di paesaggi e nature morte.

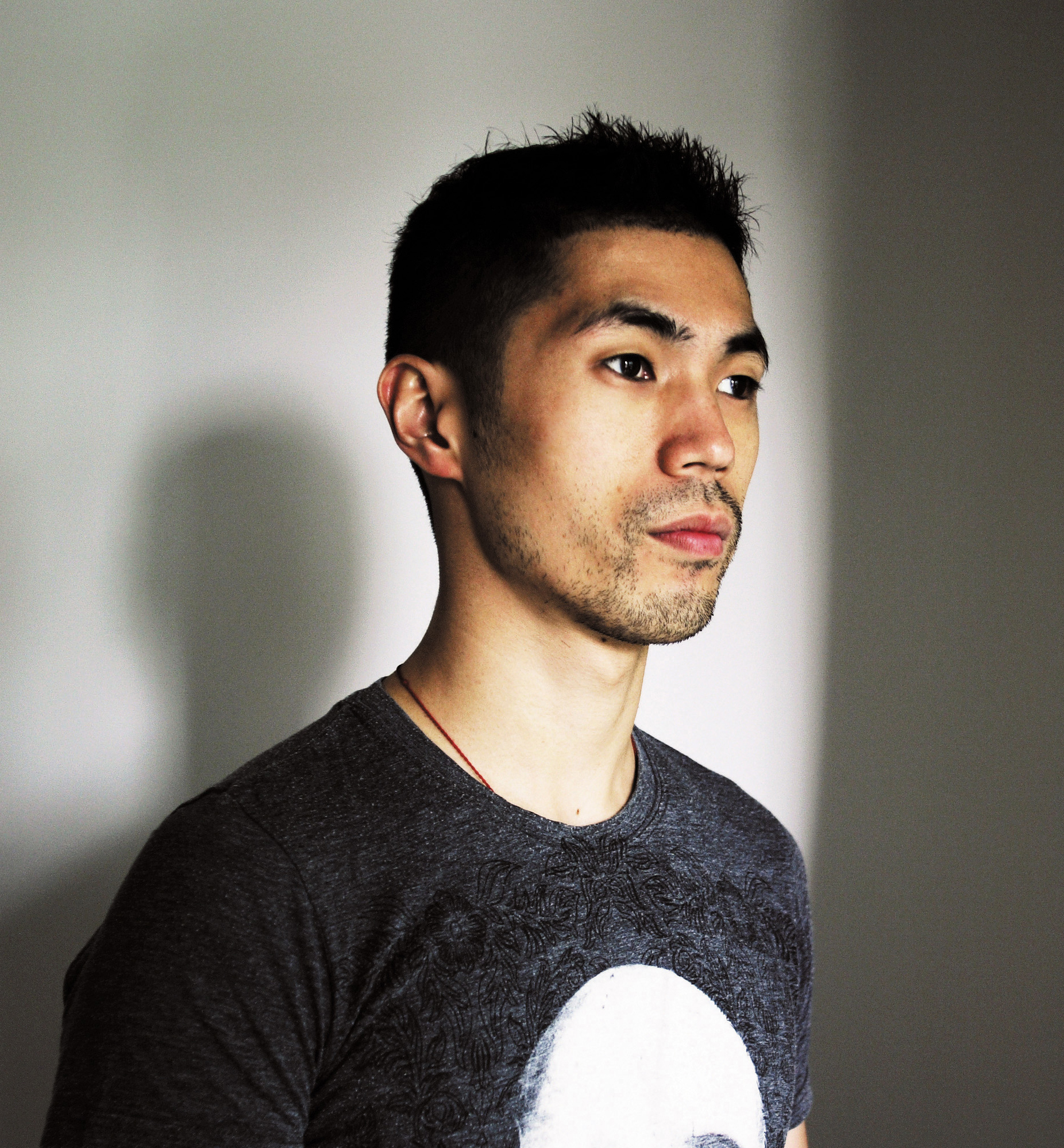
Shen Wei

Il suo stile artistico è stato spesso descritto come onirico, sfuggente ed erotico.

## Biografia
Nato a Shanghai, in Cina, Shen Wei si è trasferito a New York per motivi di studio. Qui ha conseguito la laurea di primo livello in belle arti presso il Minneapolis College of Art and Design (MCAD) e un master in fotografia, video e media correlati presso la School of Visual Arts.
Shen Wei è stato definito da CNN "uno dei più importanti fotografi cinesi della sua generazione". Le sue opere sono state esposte e pubblicate in tutto il mondo e alcune sono presenti nelle collezioni permanenti del Museum of Modern Art (MoMA), del Getty Museum e del Philadelphia Museum of Art, tra gli altri. Ha ricevuto borse di studio dalla New York Foundation for the Arts e dall'Asian Cultural Council e ha partecipato a prestigiosi programmi di residenza per artisti come il Rockefeller Foundation Bellagio Center a Bellagio, in Italia, e il Light Work a Syracuse. La sua arte è apparsa su The New York Times, The Guardian, The New Yorker, CNN, Aperture, Financial Times e Le Figaro.

## Collezioni

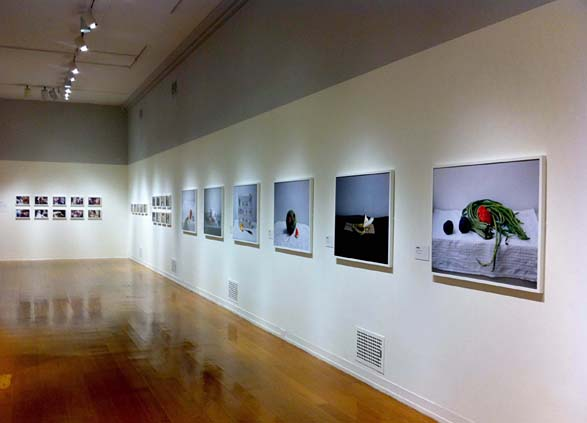
La serie Table Setting di Shen alla mostra Moveable Feast del Museum of the City of New York, nel marzo 2011

Le opere di Shen sono conservate nelle seguenti collezioni pubbliche:
- Museum of Modern Art, New York, NY[7]
- Museum of Contemporary Photography, Chicago, IL[10]
- Getty Museum, Los Angeles, CA[8]
- Philadelphia Museum of Art, Filadelfia, PA[9]
- Carnegie Museum of Art, Pittsburgh, PA[11]
- Biblioteca del Congresso, Washington, DC[12]
- John and Mable Ringling Museum, Sarasota, FL[13]
- Museo d'arte della Carolina del Nord, Raleigh, NC[14]
- Harn Museum of Art, Gainesville, FL[15]
- John e Geraldine Lilley Museum of Art, Reno, NV
- CAFA Art Museum, Pechino, Cina
- LSU Museum of Art, Rouge, LA

## Mostre

### Mostre personali
- Flowers Gallery, Shen Wei, Londra (2019)
- Xie Zilong Photography Museum, Shen Wei: Blossoms, Changsha, Cina (2018)
- ON/Gallery, Undefined Time of Intuition, Pechino, Cina (2018)
- Signum Foundation, Between Blossoms, Łódź, Polonia (2017)
- Flowers Gallery, Between Blossoms, New York, NY (2017)
- SinArts Gallery, Between Blossoms, L'Aia, Paesi Bassi (2017)
- Flowers Gallery, Invisible Atlas, New York, NY (2015)
- H Art Gallery, I Miss You Already, Bangkok, Thailandia (2014)
- Epson Imaging Gallery, Chinese Sentiment, Shanghai, Cina (2012)
- Light Work, I Miss You Already, Syracuse, NY (2012)
- Daniel Cooney Fine Art, I Miss You Already, New York, NY (2012)
- L.A. Galerie Frankfurt, Chinese Sentiment, Francoforte sul Meno, Germania (2013)
- Lumenvisum Gallery, Chinese Sentiment, Hong Kong, Cina (2011)
- The Art Institute of Boston, Chinese Sentiment, Boston, MA (2011)
- Daniel Cooney Fine Art, Chinese Sentiment, New York, NY (2011)
- Randall Scott Gallery, Almost Naked, New York, NY (2009)

### Mostre collettive
- Museum of Contemporary Photography, Go Down Moses, Chicago, IL (2019)
- Hasselblad Foundation, Moonlight – 50 Years of Photographing the Moon, Göteborg, Svezia (2019)
- Museo di fotografia contemporanea, West East, Milano, Italia (2019)
- Harn Museum of Art, Inside Outside: Outside Inside, Gainesville, FL (2018)
- CAFA Art Museum, Biennale fotografica di Pechino, Pechino, Cina (2018)
- Museo Universitario del Chopo, Divina Comedia, Città del Messico, Messico (2018)
- The Ringling Museum of Art, Exposure: Naked before the lens, Sarasota, FL (2016)
- Power Station of Art, Snacks, Shanghai, Cina (2016)
- Triennale di Milano, Arts & Foods. Rituals since 1851. Milano, Italia (2015)
- Museo d'arte della Carolina del Nord, Private Eye: Allen G. Thomas Jr. Photography Collection, Raleigh, NC (2014)
- He Xiangning Art Museum, Local Future, Shenzhen, Cina (2013)
- Moscow Museum of Modern Art, Between Image and Personality, Mosca, Russia (2013)
- Museum of Fine Arts, Recent Acquisitions: Prints, Drawings, and Photographs, St. Petersburg, FL (2013)
- He Xiangning Art Museum, Local Future, Shenzhen, Cina (2013)
- Moscow Museum of Modern Art, Between Image and Personality, Mosca, Russia (2013)
- Daegu Biennale, Special Exhibition: Repositioned Personal, Taegu, Corea del Sud (2012)
- Liu Haisu Art Museum, Hong Kong and One World, Shanghai, Cina (2012)
- Southeast Museum of Photography, Anthology 2012: Contemporary Photography, Daytona Beach, FL (2012)
- Philadelphia Museum of Art, PMA Photography Portfolio 2012, Filadelfia, PA (2012)
- Harn Museum of Art, Highlights from the Asian Collection, Gainesville, Florida (2011)
- Museum of the City of New York, Movable Feast, New York, NY (2011)
- Galleria Contemporaneo, Global Photography, Venezia, Italia. (2010)
- The Kinsey Institute Gallery, Nature & Nurture, Bloomington, IN (2010)
- CAFA Art Museum, Faces of Life, Pechino, Cina (2010)
- Deutsche Bank Gallery, Dare to Struggle, Dare to Win, New York, NY (2008)
- Australian Centre for Photography, Hijacked, Sydney, Australia. (2008)
- ZONA: Chelsea Center for the Arts, U Can't Touch Dis, New York, NY (2007)
- Lincoln Center Avery Fisher Hall, Obsession, New York, NY (2005)